# Venas
 Venas  là một xã ở tỉnh Allier thuộc miền trung nước Pháp.